# Álbuns número um na Billboard 200 em 2011

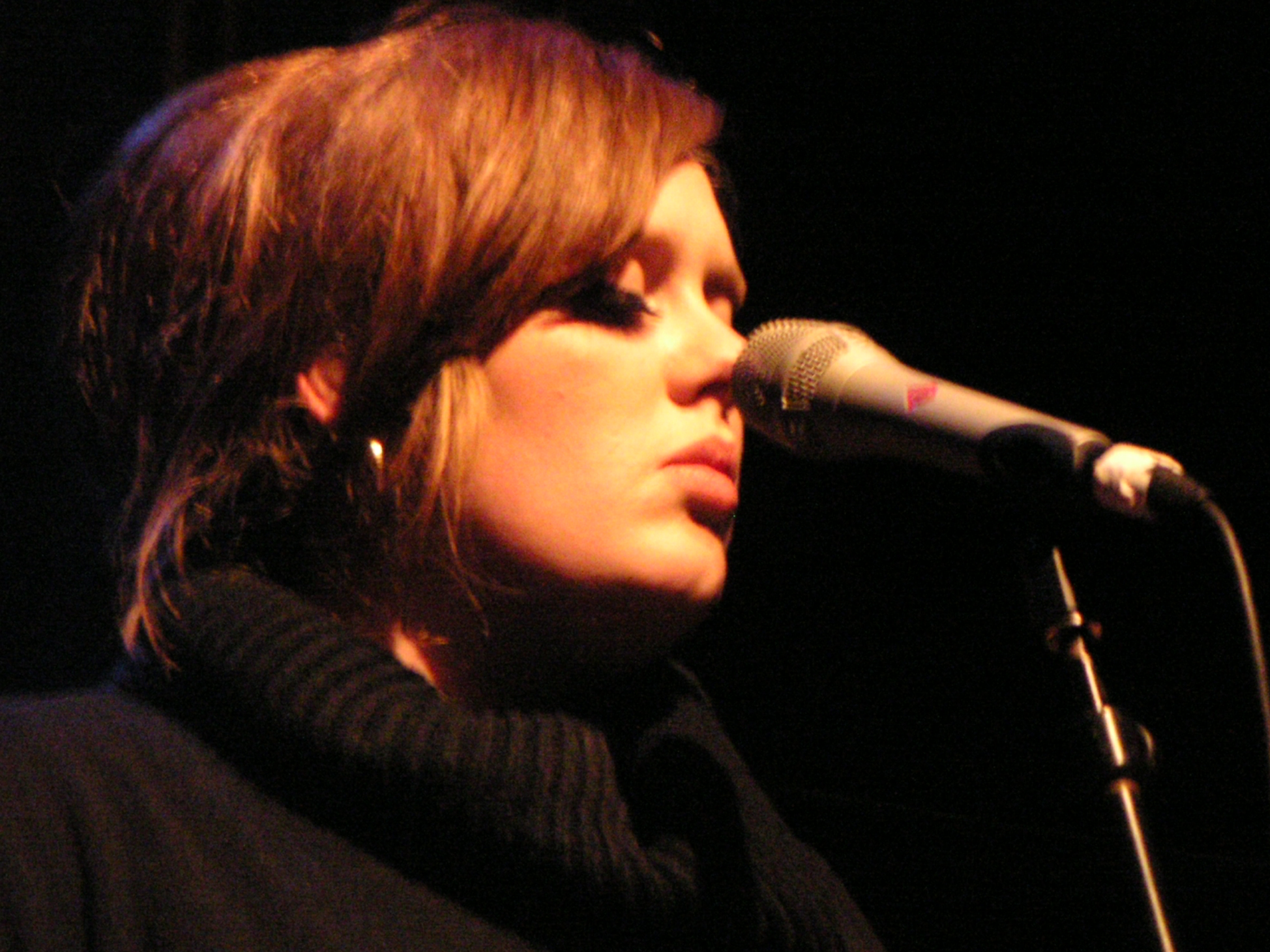
21 de Adele permaneceu treze semanas não-consecutivas na primeira posição, sendo também o disco mais vendido no ano de 2011 com mais de 5 milhões de cópias vendidas.

A lista dos álbuns que alcançaram a primeira posição da Billboard 200 no ano de 2011 foi realizada através de dados compilados pela Nielsen Soundscan, com base nas vendas físicas e digitais dos álbuns a cada semana, nos Estados Unidos, e publicados pela revista Billboard.
Em 2011, no total, foram trinta álbuns que alcançaram a primeira posição em cinquenta e três edições. Speak Now de Taylor Swift abriu o ano na tabela musical com 259 mil cópias vendidas e Christmas por Michael Bublé fechou o ciclo com 448 mil unidades faturadas. No entanto, foi 21 de Adele que mais semanas permaneceu no topo da lista, com treze semanas não-consecutivas, sendo também recordista de vendas com mais de cinco milhões de cópias. A revista Billboard revelou que esta marca não era atingida desde 2004, pelo disco Confessions de Usher, com oito milhões. Contudo, com uma primeira semana de 1 milhão e 108 mil, Born This Way de Lady Gaga foi o álbum com a estreia mais elevada do ano, seguindo-se Tha Carter IV de Lil Wayne com 964 mil cópias expedidas.
Ao longo de 2011 não foram somente os álbuns de estúdio a liderarem a tabela musical, sendo que a coletânea Now 37 da série Now That's What I Call Music! também alcançou a primeira posição com 151 mil unidades vendidas na sua primeira semana. Poucas semanas depois, o disco de remisturas Never Say Never - The Remixes por Justin Bieber conseguiu o mesmo feito, com aproximadamente mais dez mil cópias que o anterior.

## Histórico

A cantora Lady Gaga alcançou o primeiro lugar com a melhor primeira semana do ano, alcançando a marca superior a um milhão.

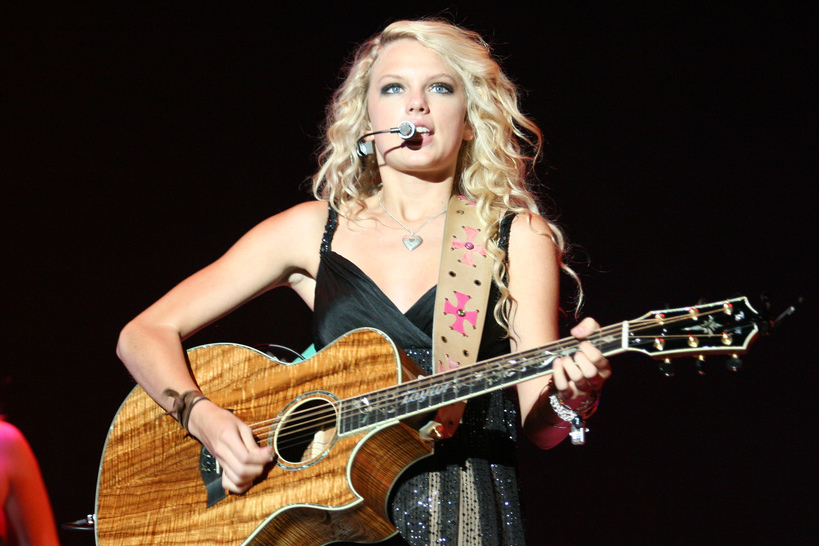
Speak Now, de Taylor Swift, foi o que mais vendeu em uma única semana nas edições de 2010, e abriu a tabela musical deste ano.

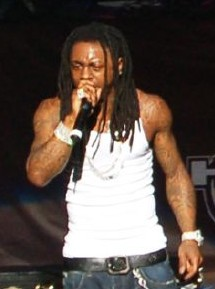
O rapper Lil Wayne, com Tha Carter IV, vendeu 964 mil unidades na sua estreia.

| † | Indica o álbum com melhor desempenho em 2011. |

| Data            | Álbum                          | Artista(s)         | Vendas aproximadas | Referência(s) |
| --------------- | ------------------------------ | ------------------ | ------------------ | ------------- |
| 1 de janeiro    | Speak Now                      | Taylor Swift       | 259 mil            | [ 3 ]         |
| 8 de janeiro    | Speak Now                      | Taylor Swift       | 276 mil            | [ 4 ]         |
| 15 de janeiro   | Speak Now                      | Taylor Swift       | 77 mil             | [ 5 ]         |
| 22 de janeiro   | Speak Now                      | Taylor Swift       | 52 mil             | [ 6 ]         |
| 29 de janeiro   | Showroom of Compassion         | Cake               | 44 mil             | [ 7 ]         |
| 5 de fevereiro  | The King Is Dead               | The Decemberists   | 94 mil             | [ 8 ]         |
| 12 de fevereiro | Mission Bell                   | Amos Lee           | 40 mil             | [ 9 ]         |
| 19 de fevereiro | Pink Friday                    | Nicki Minaj        | 45 mil             | [ 10 ]        |
| 26 de fevereiro | Now 37                         | Vários artistas    | 151 mil            | [ 11 ]        |
| 5 de março      | Never Say Never - The Remixes  | Justin Bieber      | 161 mil            | [ 12 ]        |
| 12 de março     | 21 †                           | Adele              | 352 mil            | [ 13 ]        |
| 19 de março     | 21 †                           | Adele              | 168 mil            | [ 14 ]        |
| 26 de março     | Lasers                         | Lupe Fiasco        | 204 mil            | [ 15 ]        |
| 2 de abril      | 21 †                           | Adele              | 98 mil             | [ 16 ]        |
| 9 de abril      | F.A.M.E.                       | Chris Brown        | 270 mil            | [ 17 ]        |
| 16 de abril     | Femme Fatale                   | Britney Spears     | 276 mil            | [ 18 ]        |
| 23 de abril     | 21                             | Adele              | 88 mil             | [ 19 ]        |
| 30 de abril     | Wasting Light                  | Foo Fighters       | 235 mil            | [ 20 ]        |
| 7 de maio       | 21 †                           | Adele              | 153 mil            | [ 21 ]        |
| 14 de maio      | 21 †                           | Adele              | 124 mil            | [ 22 ]        |
| 21 de maio      | 21 †                           | Adele              | 155 mil            | [ 23 ]        |
| 28 de maio      | 21 †                           | Adele              | 156 mil            | [ 24 ]        |
| 4 de junho      | 21 †                           | Adele              | 137 mil            | [ 25 ]        |
| 11 de junho     | Born This Way                  | Lady Gaga          | 1 milhão e 108 mil | [ 26 ]        |
| 18 de junho     | Born This Way                  | Lady Gaga          | 174 mil            | [ 27 ]        |
| 25 de junho     | 21 †                           | Adele              | 114 mil            | [ 28 ]        |
| 2 de julho      | Hell: The Sequel               | Bad Meets Evil     | 171 mil            | [ 29 ]        |
| 9 de julho      | The Light of the Sun           | Jill Scott         | 135 mil            | [ 30 ]        |
| 16 de julho     | 4                              | Beyoncé            | 310 mil            | [ 31 ]        |
| 23 de julho     | 4                              | Beyoncé            | 115 mil            | [ 32 ]        |
| 30 de julho     | Red River Blue                 | Blake Shelton      | 116 mil            | [ 33 ]        |
| 6 de agosto     | 21 †                           | Adele              | 77 mil             | [ 34 ]        |
| 13 de agosto    | Chief                          | Eric Church        | 145 mil            | [ 35 ]        |
| 20 de agosto    | 21 †                           | Adele              | 76 mil             | [ 36 ]        |
| 27 de agosto    | Watch the Throne               | Jay-Z e Kanye West | 436 mil            | [ 37 ]        |
| 3 de setembro   | Watch the Throne               | Jay-Z e Kanye West | 117 mil            | [ 38 ]        |
| 10 de setembro  | The R.E.D. Album               | Game               | 98 mil             | [ 39 ]        |
| 17 de setembro  | Tha Carter IV                  | Lil Wayne          | 964 mil            | [ 40 ]        |
| 24 de setembro  | Tha Carter IV                  | Lil Wayne          | 229 mil            | [ 41 ]        |
| 1 de outubro    | Own the Night                  | Lady Antebellum    | 347 mil            | [ 42 ]        |
| 8 de outubro    | Duets II                       | Tony Bennett       | 179 mil            | [ 43 ]        |
| 15 de outubro   | Cole World: The Sideline Story | J. Cole            | 218 mil            | [ 44 ]        |
| 22 de outubro   | Clear as Day                   | Scotty McCreery    | 197 mil            | [ 45 ]        |
| 29 de outubro   | Evanescence                    | Evanescence        | 127 mil            | [ 46 ]        |
| 5 de novembro   | 21 †                           | Adele              | 106 mil            | [ 47 ]        |
| 12 de novembro  | Mylo Xyloto                    | Coldplay           | 447 mil            | [ 48 ]        |
| 19 de novembro  | Under the Mistletoe            | Justin Bieber      | 210 mil            | [ 49 ]        |
| 26 de novembro  | Blue Slide Park                | Mac Miller         | 144 mil            | [ 50 ]        |
| 3 de dezembro   | Take Care                      | Drake              | 631 mil            | [ 51 ]        |
| 10 de dezembro  | Christmas                      | Michael Bublé      | 227 mil            | [ 52 ]        |
| 17 de dezembro  | Christmas                      | Michael Bublé      | 293 mil            | [ 53 ]        |
| 24 de dezembro  | Christmas                      | Michael Bublé      | 479 mil            | [ 54 ]        |
| 31 de dezembro  | Christmas                      | Michael Bublé      | 448 mil            | [ 2 ]         |